# Sokoru
Sokoru ou Sekoru (en oromo : Sokorruu) est un woreda de l'ouest de l'Éthiopie situé dans la zone Jimma de la région Oromia. Il compte 136 320 habitants en 2007 et porte le nom de son chef-lieu. Deneba est une autre agglomération importante. 

## Situation
Limitrophe de la région des nations, nationalités et peuples du Sud (RNNPS), le woreda est bordé dans la zone Jimma par Omo Nada, Kersa, Limmu Kosa et Chora.
Ce woreda a la particularité de se composer de deux parties séparées par une portion de la RNNPS. Les agglomérations les plus importantes se situent dans la partie sud du woreda et sont desservies par la route de Jimma à Addis-Abeba :
- Deneba[2],[3] est à 85 km de Jimma, non loin du barrage Gilgel Gibe I ;
- Sokoru[4] ou Sekoru[5] se trouve une quinzaine de kilomètres plus au nord.

En poursuivant sur la même route, on passe dans la RNNPS pour une quinzaine de kilomètres. C'est là que se trouve Saja, le centre administratif du woreda spécial Yem. La route retrouve ensuite la région Oromia dans la partie nord du woreda Sokoru.
Situé dans le bassin versant de l'Omo, le woreda Sokoru est bordé à l'ouest par la rivière Gilgel Gibe qui se jette dans la rivière Gibe au nord-ouest du woreda,. La Gibe et un court affluent venant de la RNNPS donnent naissance à l'Omo à l'angle nord-est du woreda, la partie nord du woreda s'étend ainsi à l'est jusqu'à l'Omo (à la limite du parc national de la vallée du Gibé, en anglais : Gibe National Park) tandis que la partie sud du woreda est séparée de l'Omo par le woreda spécial Yem.

## Population
Le recensement national de 2007 fait état pour ce woreda d'une population totale de 136 320 habitants dont 9 % de citadins.
La principale agglomération recensée est Deneba avec 6 491 habitants en 2007, suivie de près par Sokoru qui a 6 233 habitants à la même date.
Près de 92 % des habitants du woreda sont musulmans, 7 % sont orthodoxes et 1 % sont protestants.
En 2022, la population du woreda est estimée à 199 182 personnes avec une densité de population de 198 personnes par km2 et 1 005 km2 de superficie.